# Дубки (Демянский район)
Дубки — деревня в Демянском районе Новгородской области России. Входит в состав Песоцкого сельского поселения.

## История
В 1963 г. Указом Президиума ВС РСФСР деревня Пёсий Конец  переименована в Дубки.

## Население
| 2010 |
| ---- |
| 6    |